# Stadion Ljudski vrt
Das Stadion Ljudski vrt (deutsch Volksgarten-Stadion) ist ein Fußballstadion in der slowenischen Stadt Maribor. Es bietet 12.702 Zuschauern Platz und ist die Heimspielstätte des Fußballvereins NK Maribor, der als Rekordmeister zu den Spitzenmannschaften der ersten slowenischen Liga zählt. Außerdem finden im Stadion Ljudski vrt auch Heimspiele der slowenischen Fußballnationalmannschaft statt.

## Geschichte
Das Stadion Ljudski vrt wurde 1962 fertiggestellt. Der Vorgänger dieses Stadions war der Volkspark in Maribor, der bereits 1873 in Auftrag gegeben wurde und 1920 das erste Fußballstadion in Slowenien, das damals zum Königreich Jugoslawien gehörte, wurde. Nachdem das alte Stadion baufällig wurde, begann man 1952 ein neues Stadion in Maribor zu bauen. Diese Arena, die 1962 fertiggestellt wurde, gab man den Namen Stadion Ljudski vrt. Das Stadion wurde von 2006 bis 2008 fast von Grund auf neu gebaut – lediglich die 1964 errichtete Haupttribüne blieb erhalten. Nach der Fertigstellung der Umbauarbeiten hatte das Stadion eine Kapazität von 12.435 überdachten Sitzplätzen, welche 2010 nochmals auf 12.881 Plätze erhöht wurde. Im Zuge des Stadionumbaus wurde in die neuen Tribünen auch ein Einkaufszentrum integriert. Die Neueröffnung wurde am 10. Mai 2008 beim Meisterschafts-Spiel zwischen dem NK Maribor und NK Nafta Lendava gefeiert.
Der Volksgarten ist nach dem Stadion Stožice und der Arena Petrol das drittgrößte Stadion in Slowenien und dient seit 2008 gelegentlich auch als Austragungsort für Spiele der slowenischen Fußballnationalmannschaft, die bisher zweimal an Fußball-Weltmeisterschaften teilnahm. Außerdem ist es die Heimat des Spitzenclubs NK Maribor, der bis heute 15 mal slowenischer Meister und neunmal slowenischer Pokalsieger sowie einmal Gewinner des Intertoto-Cups wurde. Auch fanden seit 2009 bis zur Eröffnung des Stadions Stožice jeweils das Pokalfinale und das Supercupfinale in Ljudski vrt statt.

## Länderspiele (Auswahl)
| Jahr | Heim      | Gast                    | Ergebnis | Anlass                    |
| ---- | --------- | ----------------------- | -------- | ------------------------- |
| 1996 | Slowenien | Italien                 | 1:1      | Qualifikation zur EM 1996 |
| 1999 | Slowenien | Griechenland            | 0:3      | Qualifikation zur EM 2000 |
| 2008 | Slowenien | Kroatien                | 2:3      | Freundschaftsspiel        |
| 2009 | Slowenien | Tschechien              | 0:0      | Qualifikation zur WM 2010 |
| 2009 | Slowenien | Polen                   | 3:0      | Qualifikation zur WM 2010 |
| 2009 | Slowenien | Russland                | 1:0      | Play-Off zur WM 2010      |
| 2009 | Slowenien | Bosnien und Herzegowina | 3:4      | Freundschaftsspiel        |

## Galerie

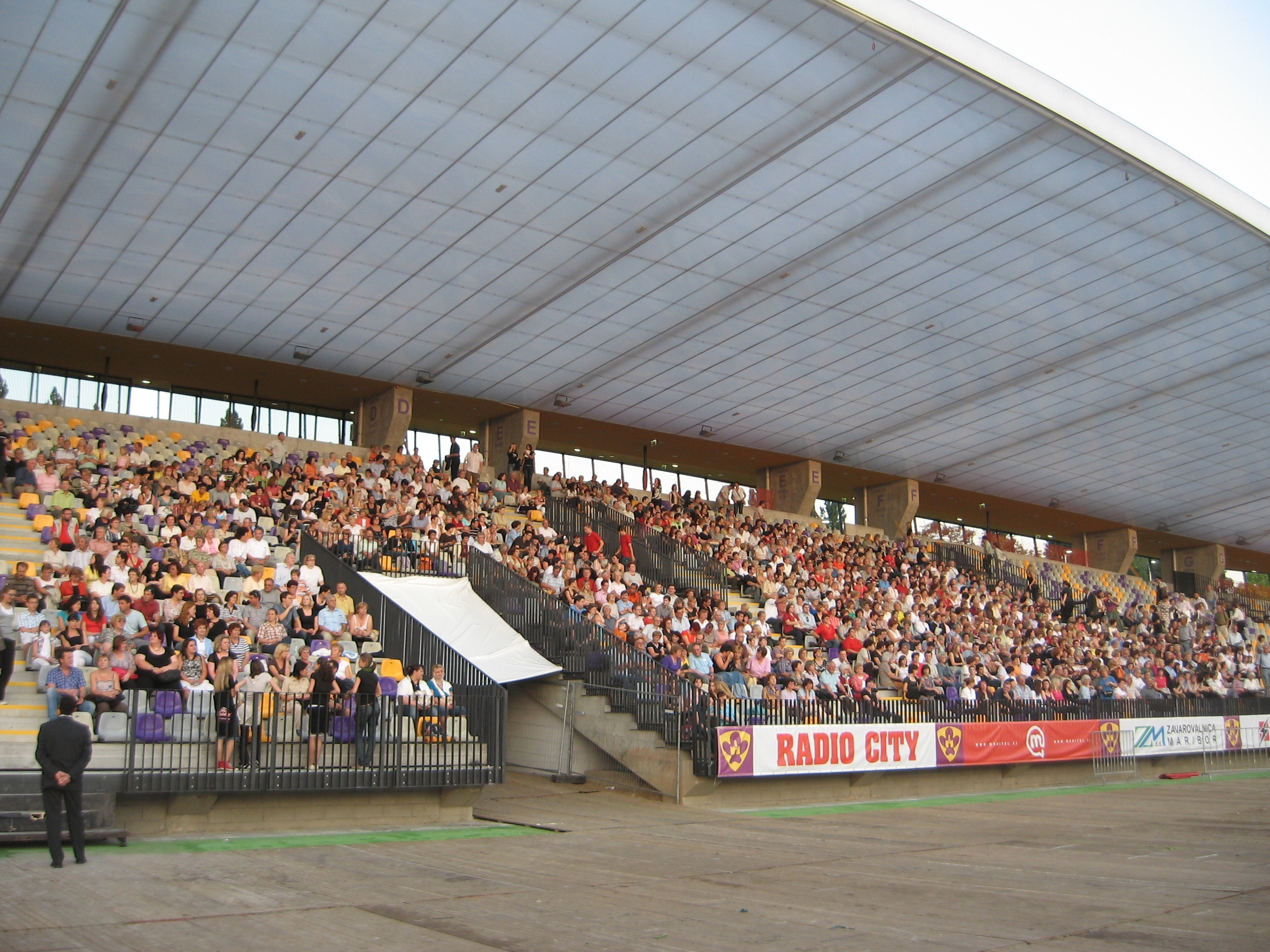
Tribüne des Stadions (2008)
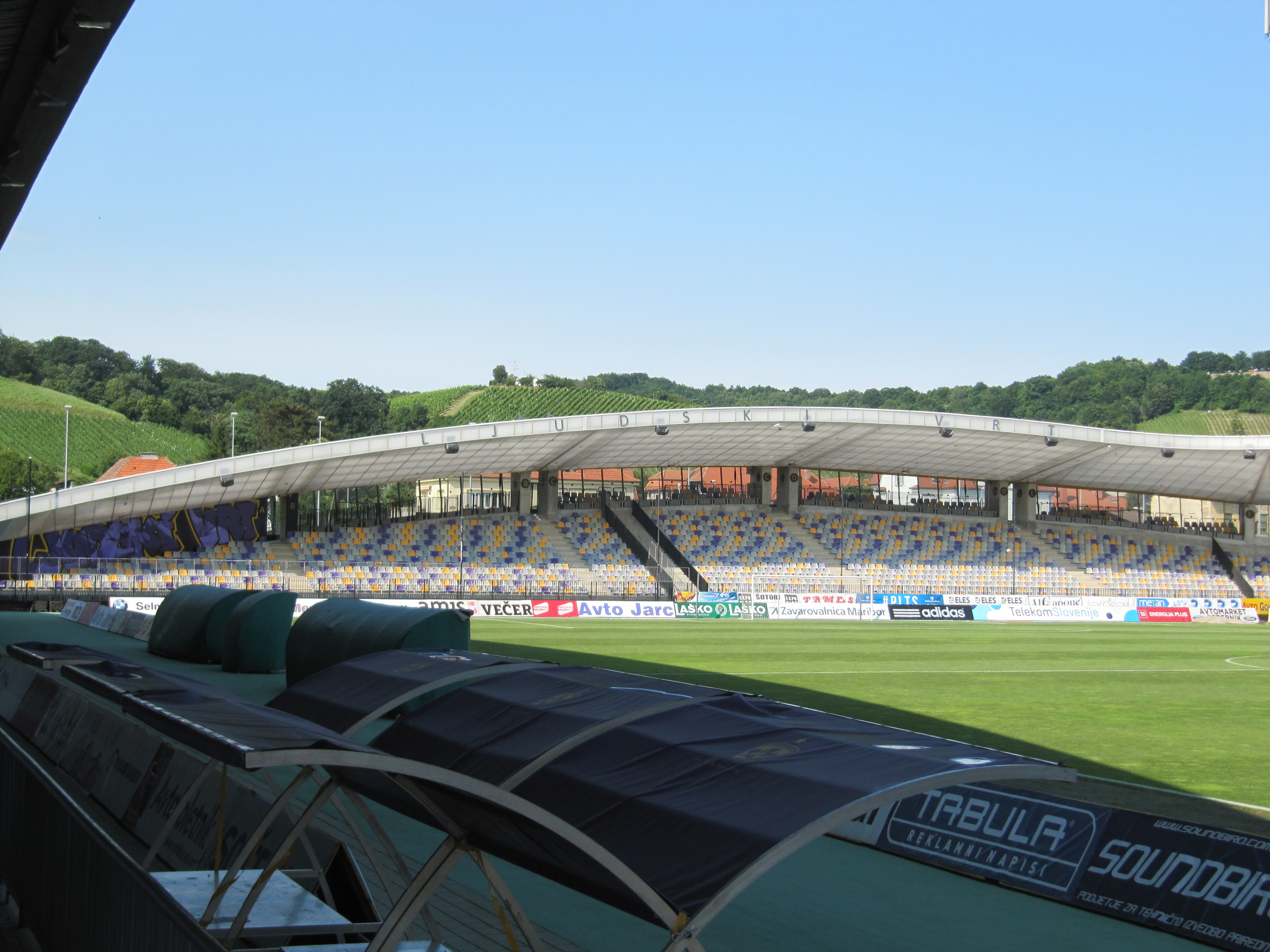
Nordtribüne (2015)
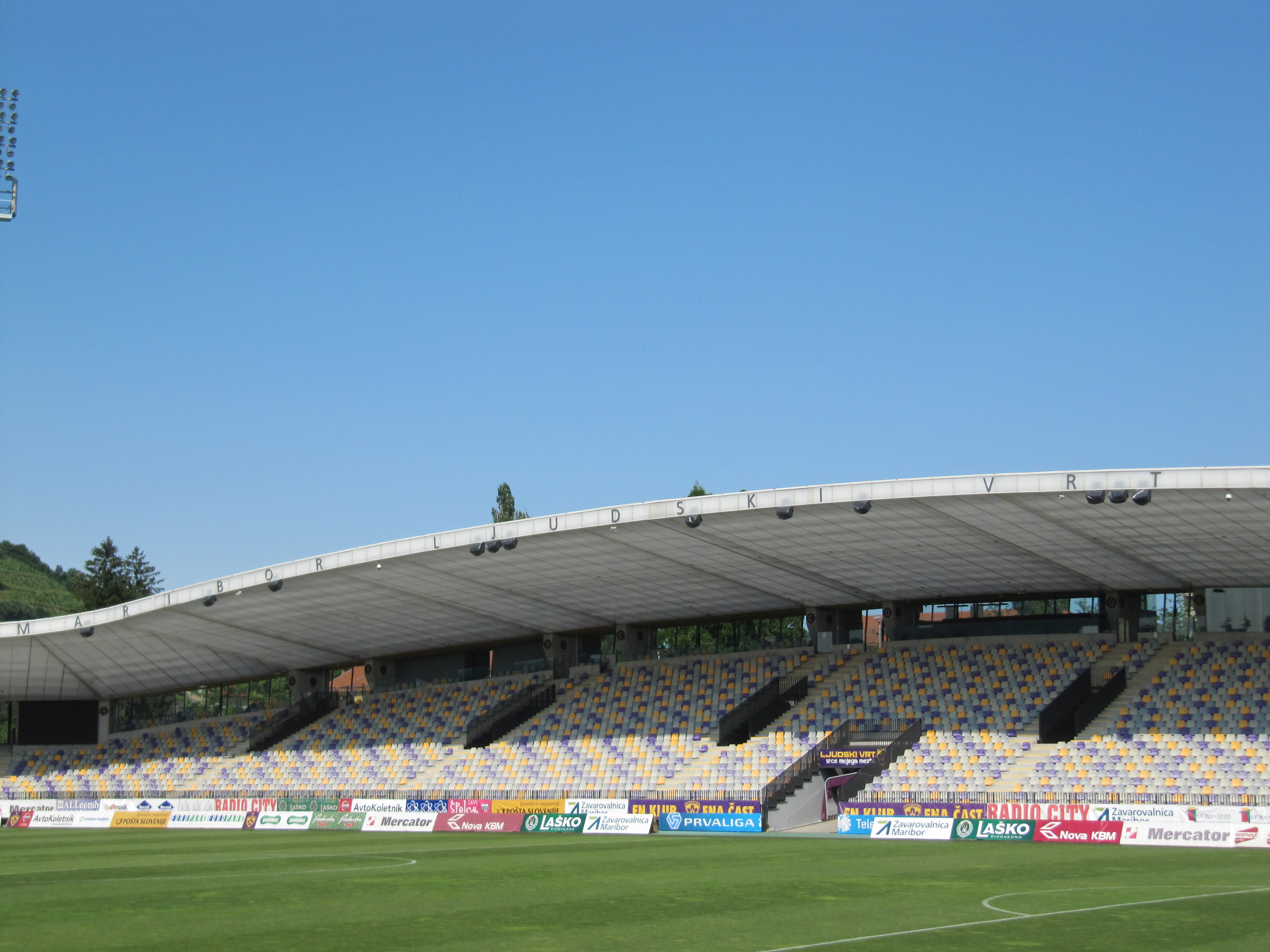
Osttribüne (2015)